# 新豐扶雲社孔聖亭
24°55′51″N 121°00′48″E / 24.930814°N 121.013394°E
新豐扶雲社孔聖亭，是位於臺灣新竹縣新豐鄉後湖村的惜字塔，教師節時建立者的後代會於此舉行祭孔。

## 沿革
光緒三年（1877年），番仔湖居民傅作霖深感務農養家活口不易，欲以讀書考試改善生活，遂吩咐兒子與何騰鳳，號召在地親戚朋友在傅屋洋樓成立名為「扶雲社」的私塾。社名一說取自「扶雲直上」成語；另一說是「扶植人才」、「人才如雲」之義。此私墊合了當時湖口傅、戴、黃，羅、盧、徐、呂、張、彭、吳、周姓等地方士紳。其中成員傅萬鐘及何騰鳳就具秀才身分。
當時傅家後院設有惜字塔，今處為湖口裝甲基地第一營區旁，屬湖口鄉湖南村。該塔的石牌一面刻建亭原委，一面是光緒三年建立時捐資建亭的信眾名字。
1977年，社員傅少夔找到了當時扶雲社五十六名發起人的後代，只缺一名，向新竹縣政府以「扶雲社神明會」名義登記，取得合法地位，並約定以傳嫡長子方式維繫扶雲社。而一位當年職業為豬肉攤商的成員後裔已不知去向。
1979年因為新竹工業區開發土地徵收，孔聖亭遷建到117號縣道約1.7公里處。亭身佔地不到5坪，廣場不過20坪。社員傅湁興表示，該地為扶雲社名下的新豐鄉後湖村的農地。社員張福普則說明，此6.5公頃的農地是當初扶雲社每人出資龍銀一元購買，藉以透過農作收入來鼓勵興學的。1984年重建，其中地基護欄頂的石板塊、台座下的盤石、爐體的石柱對聯及扶雲社捐題芳名錄石碑，為保留原貌外，其餘為新設。

## 祭祀

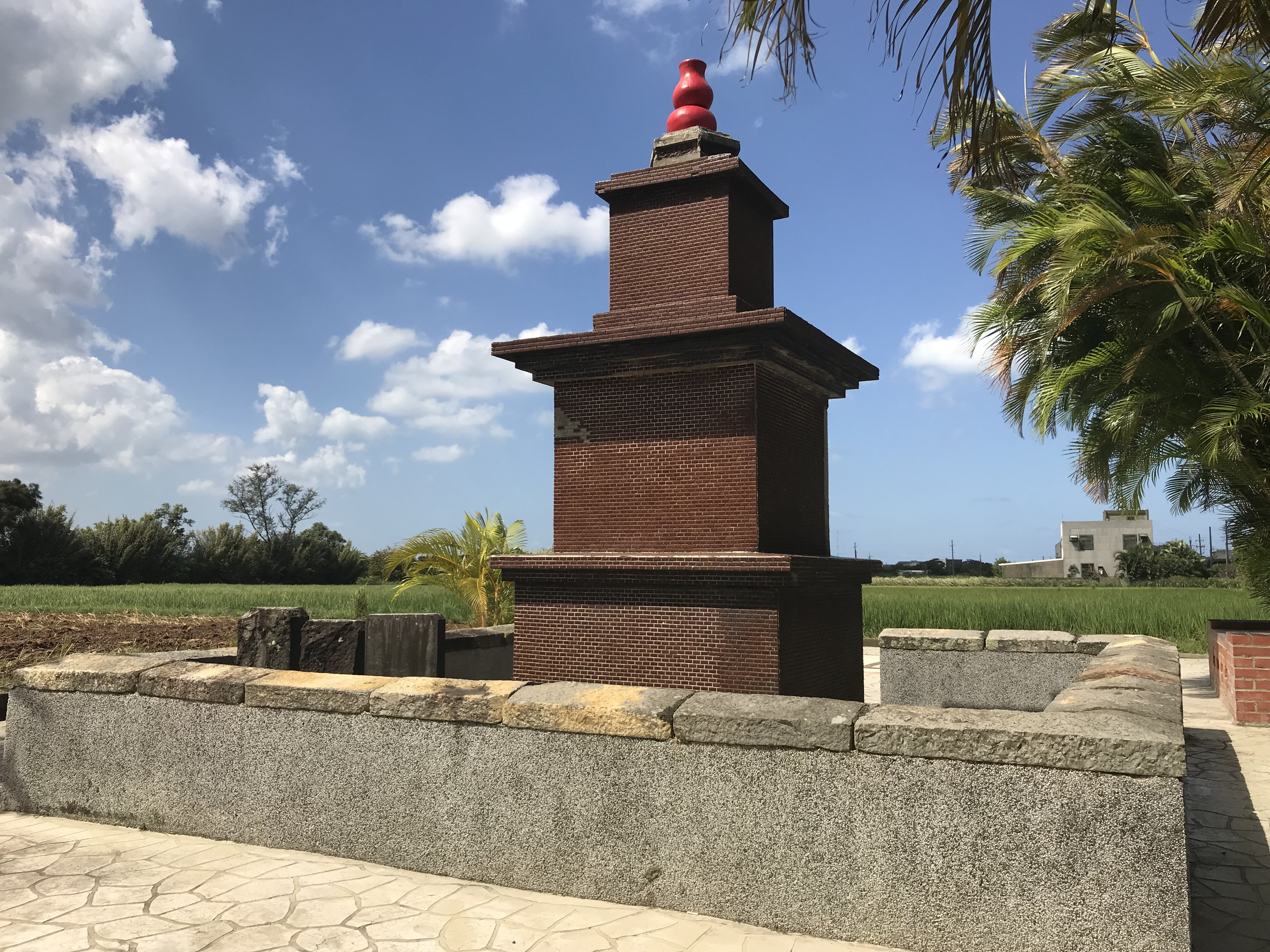
背後照

早年傅家子弟或其他同堂讀漢書的地方人士，會在孔聖誕辰或固定的日子，把平日草擬的文章草稿或寫有漢字的紙張，聚集起來送到此塔焚化。日治時期，社員會在每年農曆八月的第一或第二個星期假日集會祭孔。
戰後，當政府公佈9月28日為孔聖誕辰，社員就隨之改在此日舉行。祭祀儀式先祭天，後祭孔，並誦祝禱文，獻上鮮花時果，說明恪尊祖訓，崇文尚公益。擔任監察員的傅湁興將家族能有醫學博士、博、碩、學士，歸功於尊孔的庇蔭。在2011年教師節祭祀時，已96歲的他依然參加。